# Мангустові
Мангустові (Herpestidae) — родина плацентарних ссавців з ряду хижих (Carnivora), підряду котовиді (Feloidea). Скам'янілі рештки представників родини Herpestidae, широко відомих за родом мангуста з шарів кінця олігоцену Європи. Це виключно тварини Старого Світу, відомі за бідним викопним матеріалом. Довгий час мангустових розглядали як підродину родини віверових Viverridae, але нині їх вважають окремою філогенетичною лінією.

## Поширення
Населяють більшу частину Африки (крім пустелі Сахара), південно-східної Європи, Близького Сходу, Індії, Шрі-Ланки, і велику частину Південно-Східної Азії на Філіппінських островах і острова Борнео. Мангусти були введені в кількох країнах Карибського басейну і Гавайських островів в марній спробі контролювати популяцію щурів (Rattus). Вони займають місця проживання від пустель до тропічних лісів і в багатьох місцях є найбільш поширеними хижаками.

## Морфологія
Мангусти малі, зазвичай з довгим тілом і довгим хвостом, хижаки. Кігті втягувати, як коти, не можуть. Вага коливається від близько 270 грамів (Helogale parvula) до 5 кг (Ichneumia albicauda). Зубна формула: 3/3, 1/1, 3-4/3-4, 2/2 = 36-40. Зазвичай всі зуби, крім першого премоляра великі. У більшості мангустових передні та задні ноги мають п'ять пальців. Ступні пальцеходячі або напівпальцеходячі й передні ноги озброєні довгими кігтями в багатьох видів. Один африканський вид, болотяна мангуста (Atilax paludinosus), має на ногах довгі пальці, аналогічно до єнота. Анальні запахові залози мангустових є вузькоспеціалізованими мішечками, які виділяють карбонову кислоту, побічний продукт метаболізму бактерій. Мангустові також мають лицьові залози, які використовуються в маркуванні запахом. Мангусти також мають рецептори для ацетилхоліну, це і захищає їх від змій.

## Поведінка
Соціальне життя характеризується добре структурованою соціальною поведінкою і значним використанням запахового маркування поширене на майже половину родів мангустових. Соціальні мангусти денні, живуть кланами й в першу чергу комахоїдні. Соціальність дозволяє цим видам (наприклад, карликові мангусти (Helogale), мунго (Mungos), сурикати) добувати харчі в день у відкритій місцевості, під значною загрозою від повітряних і наземних хижаків. За умови узгоджених дій групи, ці види можуть уникнути того, щоб бути впольованими деякими хижаками. Хоча мангусти мають широкий асортимент харчових продуктів, різні безхребетні, дрібні хребетні, яйця і навіть фрукти, комахи є основою раціону. Дорослі й личинки твердокрилих, термітів, коники (Caelifera) та їхні родичі з ряду прямокрилих є найбільш важливими. Один з видів, мангуста Меллера (Rhynchogale melleri), здається спеціалізується на термітах. Через те, що в Африці деякі терміти живуть в гної копитних, так само як і личинки різноманітних, численних гноєвих жуків, чисельність африканських копитних може впливати на чисельність мангустових. Багато з мангустових розбивають панцирі крабів або яйця птахів, кидаючи їх передніми лапами, назад між задніми стоячи навпроти твердих предметів. Така ж поведінка відома тільки для роду плямистих скунсів (Spilogale). Деякі види, як, наприклад індійська мангуста, всенародно використовуються, щоб убивати отруйних змій, навіть королівську кобру. При полюванні на змій їм допомагає спритність та хитрість, також в них є дуже товсте хутро.
Мангусти дуже розумні й майже легко дресуються. Люди одомашнюють їх, що б вони ловили шкідників. Проте, вони можуть бути великими руйнівниками. Одного разу до Західної Індії завезли декількох мангуст, щоб вони знищили пацюків та змій. Але за пару місяців вони знищили не тільки змій і щурів, але й інших малих тварин. Через це зараз заборонено привозити мангуст до США та Австралії без спеціального дозволу. Мангусти романтичні, самці видають специфічні звуки, тим самим приваблюючи самиць. Ці звуки різні, складається таке враження, що він співає.

## Історія
Слово mongoose походить від Маратинського слова mangus. З 1698 англійці почали називати тварину mongoose.

## Систематика
Родина Мангустові
- Рід Атілакс (Atilax)
  - † Atilax mesotes
  - Мангуста болотяна (Atilax paludinosus)
- Рід Бдеогале (Bdeogale)
  - Мангуста пухнастохвоста (Bdeogale crassicauda)
  - Мангуста Джексона (Bdeogale jacksoni)
  - Мангуста чорнонога (Bdeogale nigripes)
  - Пухнастохвоста мангуста Сококе (Bdeogale omnivora)
- Рід Кузіманза (Crossarchus)
  - Кузіманза Александера (Crossarchus alexandri)
  - Кузіманза ангольська (Crossarchus ansorgei)
  - Кузіманза звичайна (Crossarchus obscurus)
  - Кузіманза плоскоголова (Crossarchus platycephalus)
- Рід Циніктіс (Cynictis)
  - Мангуста жовта (Cynictis penicillata)
- Рід Дологале (Dologale)
  - Мангуста Поусаргуса (Dologale dybowskii)
- Рід Ґалерелла (Galerella)
  - Ангольська струнка мангуста (Galerella flavescens)
  - Сомалійська струнка мангуста (Galerella ochraceus)
  - Капська сіра мангуста (Galerella pulverulenta)
  - Струнка мангуста (Galerella sanguinea)
- Рід Хелогале (Helogale)
  - Ефіопська карликова мангуста (Helogale hirtula)
  - Звичайна карликова мангуста (Helogale parvula)
- Рід Мангуст (Herpestes)
  - Мангуста куцохвоста (Herpestes brachyurus)
  - Мангуста індійська сіра (Herpestes edwardsii)
  - Мангуста індійська бура (Herpestes fuscus)
  - Мангуста єгипетська (Herpestes ichneumon)
  - Мангуста мала азійська (Herpestes javanicus)
  - †Herpestes lemanensis
  - Мангуста довгоноса (Herpestes naso)
  - Мангуста жовтошия (Herpestes semitorquatus)
  - Мангуста руда (Herpestes smithii)
  - Мангуста-крабоїд (Herpestes urva)
  - Мангуста смугастошия (Herpestes vitticollis)
- Рід Іхневмія (Ichneumia)
  - Іхневмія (мангуста) білохвоста (Ichneumia albicauda)
- Рід Ліберійські Мангусти (Liberiictus)
  - Мангуста ліберійська (Liberiictis kuhni)
- Рід Мунго (Mungos)
  - Мунго гамбійський (Mungos gambianus)
  - Мунго смугастий (Mungos mungo)
- Рід Парациніктіс (Paracynictis)
  - Мангуста Селуса (Paracynictis selousi)
- Рід Рінхогале (Rhynchogale)
  - Мангуста Меллера (Rhynchogale melleri)
- Рід Сурикат (Suricata)
  - Сурикат (Suricata suricatta)